# Souleymane Koné
Souleymane Koné, född 1 maj 1996 i Grand-Bassam, är en ivoriansk fotbollsspelare.

## Karriär
Koné började spela fotboll i ASEC Mimosas och flyttade som 12-åring till Aspire Academy i Qatar. I februari 2012 flyttade han till bulgariska CSKA Sofia. I februari 2015 flyttade Koné vidare till armeniska Ararat Jerevan, där han startade sin seniorkarriär. Koné spelade tio matcher i Armeniska fotbollsligan 2014/2015. Följande säsong spelade han 25 ligamatcher och gjorde ett mål. Koné spelade även fyra matcher under säsongen 2016/2017 innan han lämnade klubben i oktober 2016.
Den 23 december 2016 värvades Koné av Djurgårdens IF, där han skrev på ett treårskontrakt. Koné debuterade den 20 februari 2017 i en 2–1-förlust mot Degerfors IF i Svenska cupen, där han blev utbytt i halvlek mot Marcus Hansson. Det var Konés enda tävlingsmatch för A-laget under säsongen 2017 och resten av året spelade han i U21-allsvenskan. I januari 2018 lånades Koné ut till slovakiska DAC Dunajská Streda på ett låneavtal över resten av året. I januari 2019 förlängdes låneavtalet med ett halvår. Totalt spelade han 25 ligamatcher och gjorde två mål för DAC Dunajská Streda i Slovakiska superligan.
I juli 2019 värvades Koné av belgiska KVC Westerlo. Han spelade 11 matcher för klubben i Challenger Pro League 2019/2020. I januari 2021 värvades Koné av polska Wisła Kraków. Han spelade sju matcher för klubben i Ekstraklasa 2020/2021. Koné lämnade därefter Wisła Kraków och efter ett år utan klubb skrev han inför säsongen 2022/2023 på ett tvåårskontrakt med österrikiska SKN St. Pölten.